# Cicibór Duży (gromada)
Cicibór Duży – dawna gromada, czyli najmniejsza jednostka podziału terytorialnego Polskiej Rzeczypospolitej Ludowej w latach 1954–1972.
Gromady, z gromadzkimi radami narodowymi (GRN) jako organami władzy najniższego stopnia na wsi, funkcjonowały od reformy reorganizującej administrację wiejską przeprowadzonej jesienią 1954 do momentu ich zniesienia z dniem 1 stycznia 1973, tym samym wypierając organizację gminną w latach 1954–1972.
Gromadę Cicibór Duży z siedzibą GRN w Ciciborze Dużym utworzono – jako jedną z 8759 gromad na obszarze Polski – w powiecie bialskim w woj. lubelskim na mocy uchwały nr 5 WRN w Lublinie z dnia 5 października 1954. W skład jednostki weszły obszary dotychczasowych gromad Cicibór Duży, Cicibór Mały, Rakowiska i Terebela ze zniesionej gminy Sitnik, a także obszar dotychczasowej gromady Hrud oraz miejscowości Roskosz kol., Roskosz PGR i Zielone kol. z dotychczasowej gromady Roskosz, ze zniesionej gminy Witulin w tymże powiecie. Dla gromady ustalono 19 członków gromadzkiej rady narodowej.
1 stycznia 1960 do gromady Cicibór Duży włączono wieś i kolonię Osówka ze zniesionej gromady Witulin w tymże powiecie.
Gromada przetrwała do końca 1972 roku, czyli do kolejnej reformy gminnej.